# Śpiewy historyczne
Śpiewy historyczne (pełny tytuł SPIEWY HISTORYCZNE z MUZYKĄ i RYCINAMI, przez JUL. URS. NIEMCEWICZA, S.S. Członka T.K.W.P.N, Akad: Wileń, To: Nauk: w Krakowie, Tow: Filoz: w Filadelfii, i Tow: Woysk: w West Point w Ameryce.) – zbiór pieśni historyczno-patriotycznych autorstwa Juliana Ursyna Niemcewicza wydany po raz pierwszy w 1816 roku, tworzący wyidealizowaną wizję przeszłości Polski.

## Charakterystyka i okoliczności powstania
Dzieło swe Julian Ursyn Niemcewicz pisał w latach 1808–1810 na zamówienie Towarzystwa Przyjaciół Nauk, którego sam został prezesem w 1827 roku.
Pierwsze wydanie trzech Śpiewów opublikowane w 1809 roku ukazało się w nakładzie 1500 egzemplarzy, które zniknęły z rynku w ciągu kilku miesięcy.
W związku z tym już w 1818 roku ukazała się kolejna, druga edycja, zaś w 1819 trzecia.
Tylko za życia Niemcewicza ukazały się aż cztery edycje, zaś w całym XIX wieku kilkanaście (wg ustaleń badaczy było to co najmniej 16 edycji w okresie 1816-1899).
W niektórych z wydań pomijano wybrane elementy, jak np. zapisy nutowe lub ryciny.
Szczególnym tego przykładem jest kieszonkowe wydanie, jakie ukazało się w 1852 roku nakładem Jana Sabińskiego w Wadowicach.
Śpiewy krążyły także w rękopiśmiennych odpisach.
Śpiewy w założeniu autora miały pełnić przede wszystkim funkcję dydaktyczną i skierowany były głównie do młodzieży.
Niemcewicz w przedmowie do dzieła wielokrotnie podkreśla ten fakt.

Wspominać młodzieży o dziełach iéy przodków, dać iéy poznać nayświetnieysze Narodu epoki, stowarzyszyć miłość Oyczyzny z naypierwszémi pamięci wrażeniami, iest to niemylny sposób zaszczepienia w Narodzie silnego przywiązania do kraiu: nic iuż wtenczas tych piérwszych wrażeń, tych rannych poięć zatrzeć nie zdoła, wzmagaią się one z latami, usposobiaią dzielnych do boiu obrońców, do rady mężów cnotliwych.
[...]
Chciało Towarzystwo, by związłością rymów a nadewszystko wdziękiem pienia, wiadomość dzieiów Oyczystych stała się młodzieży powabną, wszystkim powszechną.

Do każdej z pieśni autor dołączył Przydatki, czyli pisane przez siebie komentarze historyczne umieszczające treść pieśni w odpowiednim kontekście.
Niemniej istotnym elementem były ryciny, na których przedstawiono sceny opisywane w pieśniach.
Całość poprzedzona została Przedmową, w której Niemcewicz wyjaśniał cele i motywy, jakimi kierował się podczas pisania dzieła, a także wspominał o trudnościach związanych z jego publikacją.
Interesujący dodatek stanowił słowniczek, w którym wyjaśniono „Wyrazy mniéy dzisiay znane”.
Do wydania pierwszego dołączono także listę subskrybentów, dzięki których wsparciu udało się opublikować spiewy.
Wśród wielu ważnych dla polskiej kultury osobistości, znalazł się tam m.in. ojciec Fryderyka Chopina, Mikołaj oraz książę Adam Jerzy Czartoryski.
Jednym z bardziej interesujących fragmentów publikacji, jest końcowa część Śpiewów, zatytułowana Uwagi nad upadkiem i charakterem Narodu Polskiego.
Niemcewicz przyczyn upadku Rzeczypospolitej upatruje raczej w błędach ustrojowych, niż charakterze narodowym.
Wskazując na pewne cechy owego charakteru, które można by ocenić negatywnie, Niemcewicz stara się jednak ukazać je w pozytywnym świetle – pisze np.:

W samym nawet nadużyciu bogactw, iaśniał w Polakach umysł szlachetny i woienny, niszczyli się więcéy dla drugich niż siebie, nie wymysły, nie próżny wytwór, lecz przepych w zbroi, rysztunkach i koniach, okazałość w narodowych zjazdach, hoyna w przyięciu gościnność, takie były ich zbytki: mógł nierząd, uśpić na czas w Polakach ducha woiennego, zagnieżdzić w nich trwaiący może dotąd nałog, nieczynności, nismak do ciągłéy pracy, niepohamowaną chuć zabaw i roskosz; lecz nadaiąc wady, zachował w całéy swéy sile śmiałość, szlachetne poświęcenie się dla kraiu, dla swobod, i tę iż tak rzekę żelazą wolą bycia narodem.

Popularność oraz patriotyczne oddziaływanie publikacji zostało szybko dostrzeżone przez rządy zaborcze.
Już w 1822 roku w sprawie publikacji interweniował prezydent austriackiej „Oberste Polizei und Censur-Hofstelle”, hr. Sedlnicki, którego zaniepokoiły doniesienia jednego z konfidentów.
Tajny współpracownik o pseudonimie „D’O” donosił m.in., że dzieło „pełne jest inwektyw, sarkazmów i zarzutów przeciw Austrji, wrogiej Polsce, niewdzięcznej za usługi, wyświadczone jej przez sarmacką dzielność Jana Sobieskiego, – Austrji, która ostatecznie odpłaciła Polsce podziałem. Rola zbioru pieśni, podłożonych pod muzykę, rozrzuconych po całej Polsce i ziejących nienawiścią do Austrji, da się porównać tylko z nienawiścią rewolucjonistów francuskich, którzy na wszystkich bramach napisali słowa: «Walka i śmierć dworowi austrjackiemu!»”.
Pierwsze edycje nie wzbudziły zainteresowania zaborcy rosyjskiego, jednak już w 1827 roku okryty złą sławą Nikołaj Nowosilcow rozkazał usunąć Śpiewy z bibliotek.
Szczególne represje nastąpiły po Powstaniu listopadowym.

## Lista kompozycji
| Lp. | Tytuł utworu                                          | Kompozytor             | Tonacja      | Metrum          | Uwagi |
| --- | ----------------------------------------------------- | ---------------------- | ------------ | --------------- | --- |
| 1   | Bogurodzica                                           | Anonim                 | [d-moll]     | 4/4             | Melodia zapisana w dwu wersjach: A. Spiew dochowany przez tradycie i ciągłe używanie oraz B. Autentyk na takty podzielony. |
| 2   | Piast Spiew historyczny                               | Franciszek Lessel      | As-dur       | 2/4             | z Muzyką. F. Lessel. |
| 3   | Spiew o Bolesławie Chrobrym.                          | Cecylia Beydale        | Es-dur       | 2/4             | z Muzyką J. P.ny Cecylii Beydale                                                                                           |
| 4   | Kazimierz Mnich Spiew Historyczny                     | Franciszka Kochanowska | G-dur        | 4/4             | z Muzyką JP. F. Kochanowskiey.                                                                                             |
| 5   | Bolesław Smiały.                                      | Franciszek Lessel      | D-dur        | 4/4             | z Muzyką F. Lessel |
| 6   | Bolesław Krzywousty                                   | Karol Kurpiński        | G-dur        | Alla breve      | z Muzyką P. Kurpińskiego                                                                                                   |
| 7   | Spiew o Leszku Białym.                                | Cecylia Beydale        | E-dur        | 4/4             | z Muzyką J Pny Cecylii Beydale                                                                                             |
| 8   | Władysław Łokietek                                    | Laura Potocka          | B-dur        | 4/4             | Muzyka przez J. P. Laurę Potocką                                                                                           |
| 9   | Kazimierz Wielki                                      | Salomea Paris          | F-dur        | 3/4             | z Muzyką J. P. Sal: Paris                                                                                                  |
| 10  | Jadwiga K. P. Spiew historyczny.                      | Maria Szymanowska      | E-dur        | 4/4             | z Muzyką Pani Szymanowskiey                                                                                                |
| 11  | Władysław Jagiełło. Bitwa pod Grünwaldem z Krżyżaki   | Franciszek Lessel      | d-moll       | 2/4             | z Muzyką Fr. Lessel. |
| 12  | Zawisza czarny                                        | Franciszek Lessel      | A-dur        | 4/4             | z Muzyką Fr. Lessel |
| 13  | Władysław Warneńczyk.                                 | Wacław Rzewuski        | Es-dur       | 2/4             | z Muzyką W. Hr: Rzewuskiego.                                                                                               |
| 14  | Kazimierz Jagiellończyk.                              | Franciszek Lessel      | Es-dur       | 3/4             | z Muzyką Fr. Lessel. |
| 15  | Jan Albrycht Spiew Historyczny.                       | Maria Szymanowska      | F-dur        | 4/4             | z Muzyką JM. Pani. Szymanowskiey.                                                                                          |
| 16  | Krol Alexander Spiew historyczny.                     | Karol Kurpiński        | G-dur        | 8/4             | Muzyka przez Karola Kurpińskiego.                                                                                          |
| 17  | Dumá o Michale Glinskim.                              | Maria Szymanowska      | g-moll       | 4/4             | z Muzyką JM. Pani Szymanowskiey                                                                                            |
| 18  | Zygmunt pierwszy Spiew historyczny.                   | Salomea Paris          | G-dur        | 4/4             | z Muzyką Pny S. Paris. |
| 19  | Konstanty Xze Ostrogski                               | Salomea Paris          | E-dur        | 2/4             | z Muzyką P Paris |
| 20  | Jan Tarnowski Płacz starego Rycerza na iego pogrzebie | Franciszek Lessel      | g-moll       | 2/4             | z Muzyką. Fr. Lessel. |
| 21  | Zygmunt August.                                       | Karol Kurpiński        | A-dur        | 2 [oznacza 2/2] | z Muzyką P. Kurpińskiego                                                                                                   |
| 22  | Henryk Walezyusz                                      | Franciszek Skibicki    | e-moll       | Alla breve      | z Muzyką J: P: Fr. Skibickiego                                                                                             |
| 23  | Stefan Batory                                         | Franciszek Lessel      | E-dur/e-moll | 3/4             | z Muzyką F. Lessel. |
| 24  | Spiew o Janie Zamoyskim.                              | Zofia Zamoyska         | Es-dur       | 4/4             | Muzyka przez Z. z X. C. Zamoyskiey.                                                                                        |
| 25  | Zygmunt III.                                          | Józef Deszczyński      | c-moll       | 2/4             | z Muzyką J. P. Deszczyńskiego                                                                                              |
| 26  | Z. Zolkiewski Spiew historyczny.                      | Konstancja Narbutt     | Es-dur       | 4/4             | ze Muzyką Pny Konst: Narbutówney                                                                                           |
| 27  | o Chodkiewiczu                                        | Teresa Chodkiewicz     | F-dur        | 2/4             | z Muzyką J. W. Hrabiny Chodkiewiczowey.                                                                                    |
| 28  | Władysław. IV.                                        | Karol Kurpiński        | d-moll/D-dur | 4/4             | z Muzyką P Kurpińskiego |
| 29  | Jan Kazimierż.                                        | Franciszek Lessel      | a-moll       | 2/4             | z Muzyką F: Lessel. |
| 30  | Stefan Potocki Spiew historyczny.                     | Maria Wirtemberska     | F-dur        | 3/4             | z Muzyką Xy z Czar: Würtemberskiey.                                                                                        |
| 31  | Stefan Czarniecki.                                    | Karol Kurpiński        | D-dur        | 4/4             | z Muzyką K. Kurpińskiego.                                                                                                  |
| 32  | Michał Korybut                                        | Karol Kurpiński        | B-dur        | 12/8            | z Muzyką Karol Kurpińskiego                                                                                                |
| 33  | Jan. III.                                             | Franciszek Lessel      | F-dur        | Alla breve      | z Muzyką F. Lessel. |
| 34  | Pogrzeb Xcia Józefa Poniatowskiego                    | Franciszek Lessel      | f-moll       | 2/4             | z Muzyką F. Lessel. |